# الکساندر بوکسنبرگ
 الکساندر بوکسنبرگ (انگلیسی: Alexander Boksenberg؛ زاده ) یک فیزیک‌دان اهل بریتانیا است.